# Willibald Utz
Willibald Utz (20 de enero de 1893 - 20 de abril de 1954) fue un general alemán durante la II Guerra Mundial quien comandó varias divisiones. Recibió la Cruz de Caballero de la Cruz de Hierro de la Alemania Nazi.
En abril de 1943, Utz fue seleccionado como comandante de la recién reconstituida 100.ª División Jäger, que había sido destruida al final de la Batalla de Stalingrado. Promovido a mayor general (Generalmajor) el 1 de julio de 1943, condujo su mando en los combates del frente oriental entre marzo y diciembre de 1944.
Ahora teniente general (Generalleutnant), asumió el control del mando de la 2ª División de Montaña el 9 de febrero de 1945 cuando su previo comandante fue herido. Después de luchar en el frente occidental en el Triángulo Sarre-Mosela, su nuevo mando, antes en la guerra considerado una unidad de élite, ahora estaba muy por debajo en fuerza y efectividad de combate. La división terminó la guerra en Wurtemberg donde Utz se rindió la división a los Aliados Occidentales.

## Condecoraciones
- Cruz de Caballero de la Cruz de Hierro el 21 de junio de 1941 como Oberst y comandante del 100º Regimiento Gebirgs-Jäger[3]